# Maré (canção)
"Maré" é uma canção da banda brasileira de rock alternativo NX Zero, lançada como primeiro single do seu quinto álbum de estúdio Em Comum (2012). O single foi liberado paras as rádios no dia 20 de julho de 2012  e lançado para descarga digital e airplay em 24 de julho do mesmo ano. A canção foi composta por Diego Ferrero e Leandro Rocha e produzida por Rick Bonadio.

## Características
Curiosamente, este single tem características consideradas disruptivas, se comparado com singles anteriores do grupo, Maré tem muitas partes que misturam bossa nova com rock alternativo, em uma espécie de arranjo blues-rock. Além disso, a letra da música cita os problemas que aparecem com o amadurecimento e a convivência entre os casais - como a rotina de todo dia, as brigas por motivos fúteis, etc.
A explicação para o estilo adotado nessa música foi esclarecida por Gee Rocha (backing vocal e guitarra base da banda) em uma entrevista ao site de cifras e notícias, Cifra Club:
| “ | [...] Eu estava passando férias na praia e teve um dia que eu estava com o violão na mão e acabou que saiu uma bossa nova. A música nasceu como uma bossa nova, ou uma lembrança de bossa nova porque eu não sou músico de bossa. [...] [e] Tem também o fato de que agora estamos com 26/27 anos e acaba que surgem mais problemas, e coisas boas também, e o mundo acaba sendo visto da forma como ele realmente é. Creio que as músicas foram feitas com base no lance de você pensar mesmo no que está acontecendo hoje em dia e nas coisas que se passam. Depois de 10 anos de NX Zero, eu pensei em uma nova roupagem para a banda. Creio que aconteceu isso nesse disco e acredito que a banda toda estava com a ideia de querer somar, crescer e evoluir. | ” |

## Videoclipe
O videoclipe de Maré foi lançado em 31 de julho de 2012 sob a direção de Alex Miranda. Ele foi gravado no bairro da Barra Funda, em São Paulo, num galpão.

### Sinopse
O clipe começa com um close nos olhos de uma garota, ao mesmo tempo em que é passado alguns flashbacks onde (aparentemente) a mesma garota aparece com um vestido de noiva. A música então começa a tocar e ao mesmo tempo em que a banda é mostrada tocando em um terraço de um prédio comum, é mostrado algumas imagens da garota tomando banho e as vezes com um telefone tentando ligar várias para um mesmo número. No final da primeira parte, ela - irritada - desiste e sai de cena.
Na metade da música, a garota estava com um microfone e um amplificador cantando para passar o tempo, e um homem (provavelmente o marido dela) chega em casa estressado, e "expulsa" ela do sofá, fazendo os dois terem um rápida discussão sobre ele tê chegado em casa tarde e de não atender o telefone e de ela "sempre achar algum motivo pra brigar", onde ele com muita raiva bebe enquanto assiste uma corrida de carros na televisão, e a garota sai inconformada e se tranca no quarto do casal.
Logo na última repetição do refrão (logo depois do solo principal), é mostrada uma outra garota (negra), que está levando o seu namorado (branco) para apresentar aos seus pais, e quando eles o vêem esboçam uma cara de espanto/indignação, e vendo o comportamento deles a garota finalmente estoura e começa a brigar com os pais por causa de seu racismo contra o garoto.
Logo no final é mostrado os integrantes da banda terminando a música com a melodia de encerramento da mesma - é possível ver vários cortes entre as cenas normais e as cenas da banda durante todo o clipe.

## Formação
- Di Ferrero - vocal
- Caco Grandino - baixo
- Dani Weksler - bateria
- Gee Rocha - guitarra solo e vocal de apoio
- Fi Ricardo - guitarra base